# Bârza (gmina w okręgu Aluta)
Bârza – gmina w Rumunii, w okręgu Aluta. Obejmuje miejscowości Bârza i Braneț. W 2011 roku liczyła 5232 mieszkańców.